# 곤마
곤마(weak group or pursued stones) 또는 미생마는 바둑에서 상대방 말(돌)의 공격을 받고 쫓기거나 포위되어 '살기 어려운 말'이다. 두 개의 대마가 동시에 몰릴 때, 이를 양곤마라고 한다.